# Matthieu Bataille

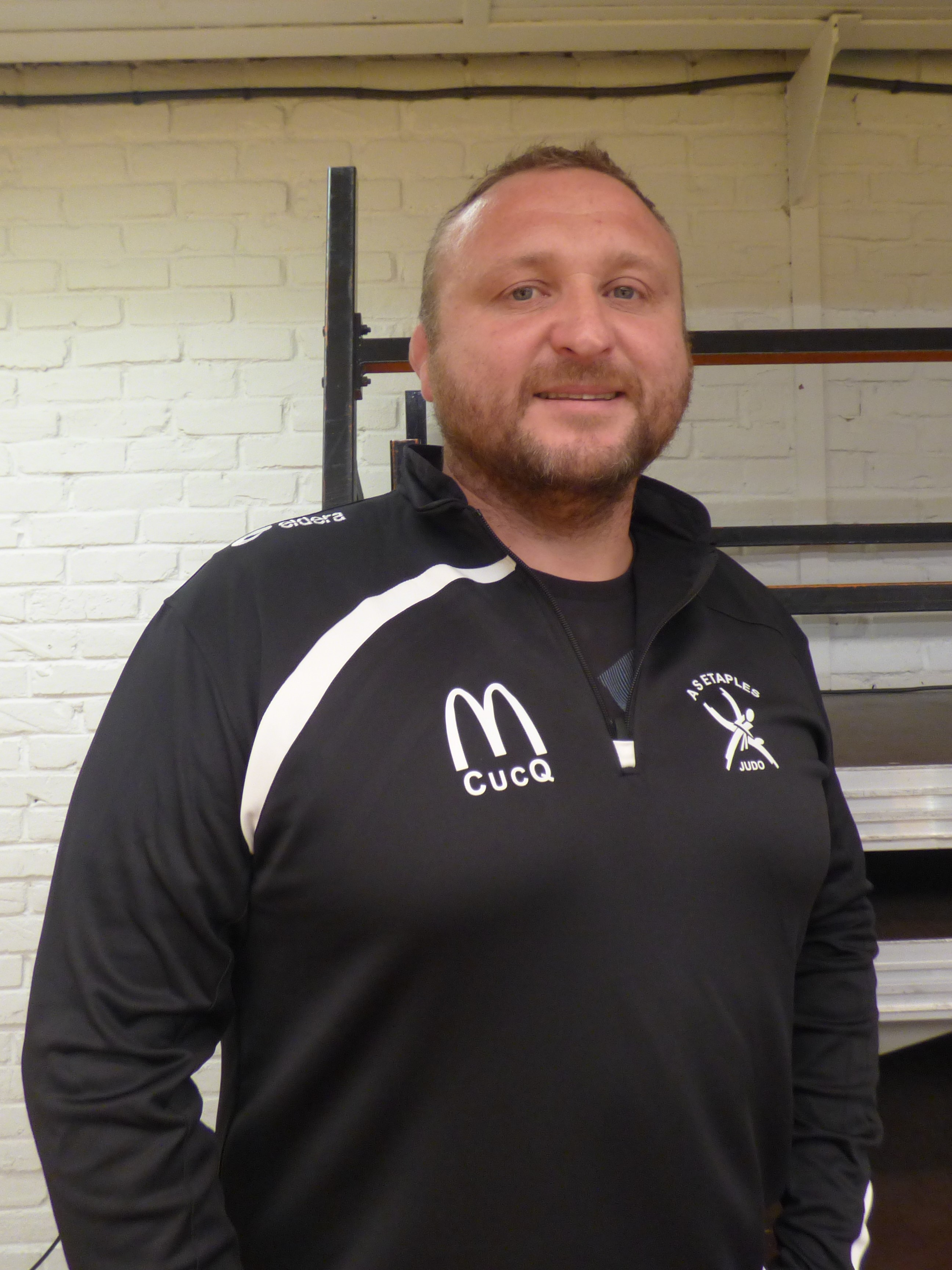
Matthieu Bataille (2019)

Matthieu Bataille oder Mathieu Bataille (* 26. Juli 1978 in Cucq) ist ein ehemaliger französischer Judoka, der seit Ende seiner aktiven Laufbahn international als Kampfrichter tätig ist. Er war Europameister 2005 und dreimal Weltmeisterschaftsdritter.

## Sportliche Karriere
Der 1,90 m große Matthieu Bataille kämpfte im Schwergewicht oder in der offenen Klasse. 2001 gewann er im Schwergewicht eine Bronzemedaille bei den Mittelmeerspielen in Tunis. Im Jahr darauf siegte er bei den Weltmeisterschaften der Studierenden in der offenen Klasse. 2003 war er französischer Meister im Schwergewicht. Bei den Olympischen Spielen 2004 in Athen schied er in seinem ersten Kampf gegen den Usbeken Abdullo Tangriyev nach 4:17 Minuten aus. Im Dezember 2004 fanden in Budapest die Europameisterschaften in der offenen Klasse statt. Bataille siegte im Finale gegen den Georgier Giorgi Qisilaschwili. Ein Jahr später erkämpfte er bei den Europameisterschaften in der offenen Klasse eine Bronzemedaille.
2007 gewann Matthieu Bataille seinen zweiten französischen Meistertitel im Schwergewicht, wobei er im Finale Teddy Riner bezwang. Im April 2007 siegte Bataille bei den Polizei-Europameisterschaften. Bei den Weltmeisterschaften 2007 in Rio de Janeiro unterlag Bataille im Viertelfinale der offenen Klasse gegen den Japaner Yasuyuki Muneta, im Kampf um eine Bronzemedaille überwand er den Brasilianer Daniel Hernandes. Bei den Olympischen Spielen 2008 in Peking trat Riner für Frankreich an. Bataille nahm 2008 an den Weltmeisterschaften in der offenen Klasse teil und erhielt eine Bronzemedaille, nachdem er im Halbfinale gegen den Russen Alexander Michailin verloren hatte.
2010 trat Bataille bei den Weltmeisterschaften in Tokio im Schwergewicht an. Nach seiner Halbfinalniederlage gegen den Deutschen Andreas Tölzer bezwang er im Kampf um Bronze den Brasilianer Rafael Silva. 2011 siegte Bataille noch einmal bei den Polizei-Europameisterschaften. 2013 beendete er nach einem zweiten Platz bei den European Open in Minsk seine aktive Judo-Karriere.
Seit 2017 ist Bataille international als Kampfrichter im Einsatz. Unter anderem war er bei den Weltmeisterschaften 2018 und 2019 sowie bei den Europaspielen 2019 dabei. 